# Maskerdikbek
De maskerdikbek (Eophona personata) is een zangvogel uit de familie Fringillidae (vinkachtigen).

## Verspreiding en leefgebied
Deze soort telt twee ondersoorten:
- E. p. personata: noordelijk en centraal Japan.
- E. p. magnirostris: zuidoostelijk Siberië, noordoostelijk China en Korea.